# Miloslav Sedlák
Miloslav Sedlák (* 14. ledna 1952, Hodonín) je bývalý český hokejový obránce.

## Hokejová kariéra
V československé lize hrál za TJ Gottwaldov. Odehrál 11 ligových sezón, nastoupil ve 432 ligových utkáních, dal 64 gólů a měl 75 asistencí. V nižších soutěžích hrál za Baník Hodonín. Jednu sezónu působil v Jugoslávii v týmu HK Vojvodina Novi Sad.

## Klubové statistiky
| Sezona    | Klub                  | Soutěž              | Základní část | Základní část | Základní část | Základní část | Základní část | Play off | Play off | Play off | Play off | Play off |
| Sezona    | Klub                  | Soutěž              | Z             | G             | A             | B             | TM            | Z        | G        | A        | B        | TM       |
| --------- | --------------------- | ------------------- | ------------- | ------------- | ------------- | ------------- | ------------- | -------- | -------- | -------- | -------- | -------- |
| 1971/1972 | Baník Hodonín         | 2. liga             | -             | -             | -             | -             | -             |          |          |          |          |          |
| 1973/1974 | TJ Gottwaldov         | 2. liga             | -             | -             | -             | -             | -             |          |          |          |          |          |
| 1974/1975 | TJ Gottwaldov         | 1. liga             | 44            | 8             | 0             | 8             | -             |          |          |          |          |          |
| 1975/1976 | TJ Gottwaldov         | 2. liga             | -             | -             | -             | -             | -             |          |          |          |          |          |
| 1976/1977 | TJ Gottwaldov         | 1. liga             | 42            | 7             | 7             | 14            | -             |          |          |          |          |          |
| 1977/1978 | TJ Gottwaldov         | 2. liga             | -             | -             | -             | -             | -             |          |          |          |          |          |
| 1978/1979 | TJ Gottwaldov         | 1. liga             | 44            | 2             | 4             | 6             | -             |          |          |          |          |          |
| 1979/1980 | TJ Gottwaldov         | 2. liga             | -             | 12            | -             | -             | -             |          |          |          |          |          |
| 1980/1981 | TJ Gottwaldov         | 1. liga             | 44            | 9             | 4             | 13            | 14            |          |          |          |          |          |
| 1981/1982 | TJ Gottwaldov         | 1. liga             | 44            | 7             | 13            | 20            | 20            |          |          |          |          |          |
| 1982/1983 | TJ Gottwaldov         | 1. liga             | 44            | 12            | 12            | 24            | 10            |          |          |          |          |          |
| 1983/1984 | TJ Gottwaldov         | 1. liga             | 43            | 6             | 7             | 13            | 8             |          |          |          |          |          |
| 1984/1985 | TJ Gottwaldov         | 1. liga             | 44            | 7             | 7             | 14            | 14            |          |          |          |          |          |
| 1985/1986 | TJ Gottwaldov         | 1. liga             | 24            | 0             | 6             | 6             | 4             | 5        | 0        | 2        | 2        | -        |
| 1986/1987 | TJ Gottwaldov         | 1. liga             | 31            | 4             | 6             | 10            | 20            | 4        | 0        | 1        | 1        | -        |
| 1987/1988 | HK Vojvodina Novi Sad | 1. jugoslávská liga | 24            | 0             | 6             | 6             | 4             | 5        | 0        | 2        | 2        | -        |
| 1987/1988 | Baník Hodonín         | 3. liga             | 28            | 7             | 11            | 18            | 14            |          |          |          |          |          |
| 1988/1989 | TJ Gottwaldov         | 1. liga             | 28            | 2             | 9             | 11            | -             | 8        | 1        | 4        | 5        | -        |
| 1988/1989 | Baník Hodonín         | 3. liga             | -             | -             | -             | -             | -             |          |          |          |          |          |
| 1989/1990 | Baník Hodonín         | 3. liga             | -             | -             | -             | -             | -             |          |          |          |          |          |